# OpenML
OpenML (Open Media Library) — кроссплатформенный API созданный, чтобы эффективно интегрировать и синхронизировать одновременный вывод видео, компьютерной графики и звуковой информации на любых платформах, аппаратных устройствах и операционных системах.
Главным разработчиком проекта является группа Khronos. Тип организации Khronos обозначается аббревиатурой SIG (Special Interest Group — группа с особой целью), то есть это группа с внешним финансированием, созданная специально для работ над одной темой. Членами группы являются такие гиганты компьютерного мира, как 3Dlabs Inc., ATI Technologies Inc., Discreet Logic Inc., Evans and Sutherland Computer Corporation, Intel Corporation, NVIDIA Corporation, Silicon Graphics Inc., Motorola Inc., Nokia, Sun Microsystems Inc.
Первая аппаратура способная работать под управлением OpenML на платформе Windows была продемонстрирована SIG Khronos на выставке SIGGRAPH прошедшей в городе Сан-Диего 29-31 июля 2003. Привилегированный разработчик Jahshaka, продемонстрировал свою одноимённую высокоуровневую систему обработки видеоинформации и создания спецэффектов в реальном времени базирующуюся на API OpenML.
C 2002 года SIG Khronos предлагал четырёхуровневую систему участия в проекте:
1. Независимые разработчики программного обеспечения — могут бесплатно использовать библиотеки OpenML, драйверы устройств поддержкой этого API, а также SDK, но только для некоммерческого использования. В случае применения вышеперечисленных программных продуктов в коммерческих разработках, необходимо производить выплаты, о размерах которых разработчик должен договориться с SIG Khronos.
2. Привилегированные разработчики (adopters — «усыновители») — за единовременную оплату в размере 1000 долларов, разработчики получают, так называемый, adopters pack — право разработки коммерческих приложений без каких-либо выплат, возможность использования логотипа OpenML® в своих продуктах, а также возможность предлагать на рассмотрение SIG Khronos изменения в спецификации OpenML.
3. Вкладчики (contributors) — компании и организации, за сумму 3500 долларов в год имеющие право досрочно получать доступ ко всем изменениям в спецификации, а также влиять на работу рабочих групп участвующих в проекте и вносить предложения по доработке OpenML в нужном им направлении.
4. Промоутеры (promoters) — главные инвесторы компании, за сумму равную 15000 долларов в год получающие право заседать в «Палате директоров», чтобы управлять деятельностью SIG Khronos, а также обладающие правом окончательной ратификации спецификации.

В июле 2005 года OpenML SDK для обработки цифровых потоков, в том числе 2D/3D графики и аудио/видео потоков, выпущена под open-source лицензией.